# Кола (Горажде)
Кола је насељено мјесто у граду Горажду, Босна и Херцеговина.

## Становништво
|             | 2013.       | 1991.        | 1981.        | 1971.        |
| Укупно      | 14 (100,0%) | 57 (100,0%)  | 85 (100,0%)  | 62 (100,0%)  |
| Бошњаци     | 14 (100,0%) | 57 (100,0%)1 | 83 (97,65%)1 | 62 (100,0%)1 |
| Југословени | –           | –            | 1 (1,176%)   | –            |
| Остали      | –           | –            | 1 (1,176%)   | –            |

1. 1 На пописима од 1971. до 1991. Бошњаци су пописивани углавном као Муслимани.